# Diego Moreira
Diego Moreira, född 2004, är en portugisisk fotbollsspelare som spelar för Strasbourg i Ligue 1. Han har tidigare spelat för Chelsea och Benfica.

## Karriär

### Chelsea
Den 1 juli 2023 gick Moreira till Premier League-klubben Chelsea efter att hans kontrakt med Benfica löpt ut. Den 30 augusti 2023 debuterade han för klubben i deras EFL Cup-match i andra omgången mot AFC Wimbledon, där han spelade i 45 minuter i den slutliga 2–1-segern.

### Lyon (lån)
Den 1 september 2023 gick Moreira till Ligue 1-klubben Lyon på ett säsongslångt lån. Han debuterade för klubben den 17 september och kom in från bänken för att ersätta Ernest Nuamah i den 77:e minuten av en 0–0-match hemma mot Le Havre. Sex dagar senare gjorde han sin första start för Les Gones och spelade 52 minuter i en 1–0-förlust borta mot Brest.
Den 22 januari 2024 återkallades Moreira från sitt lån av Chelsea. Resten av säsongen var han en del av Chelseas U19-lag och spelade 10 matcher och gjorde 5 mål.

### Strasbourg
Den 16 augusti 2024 gick Moreira permanent över till Ligue 1-klubben Strasbourg. Han gjorde sitt första mål den 29 september 2025 mot Olympique de Marseille i en 1-0 vinst.